# Isdubbar

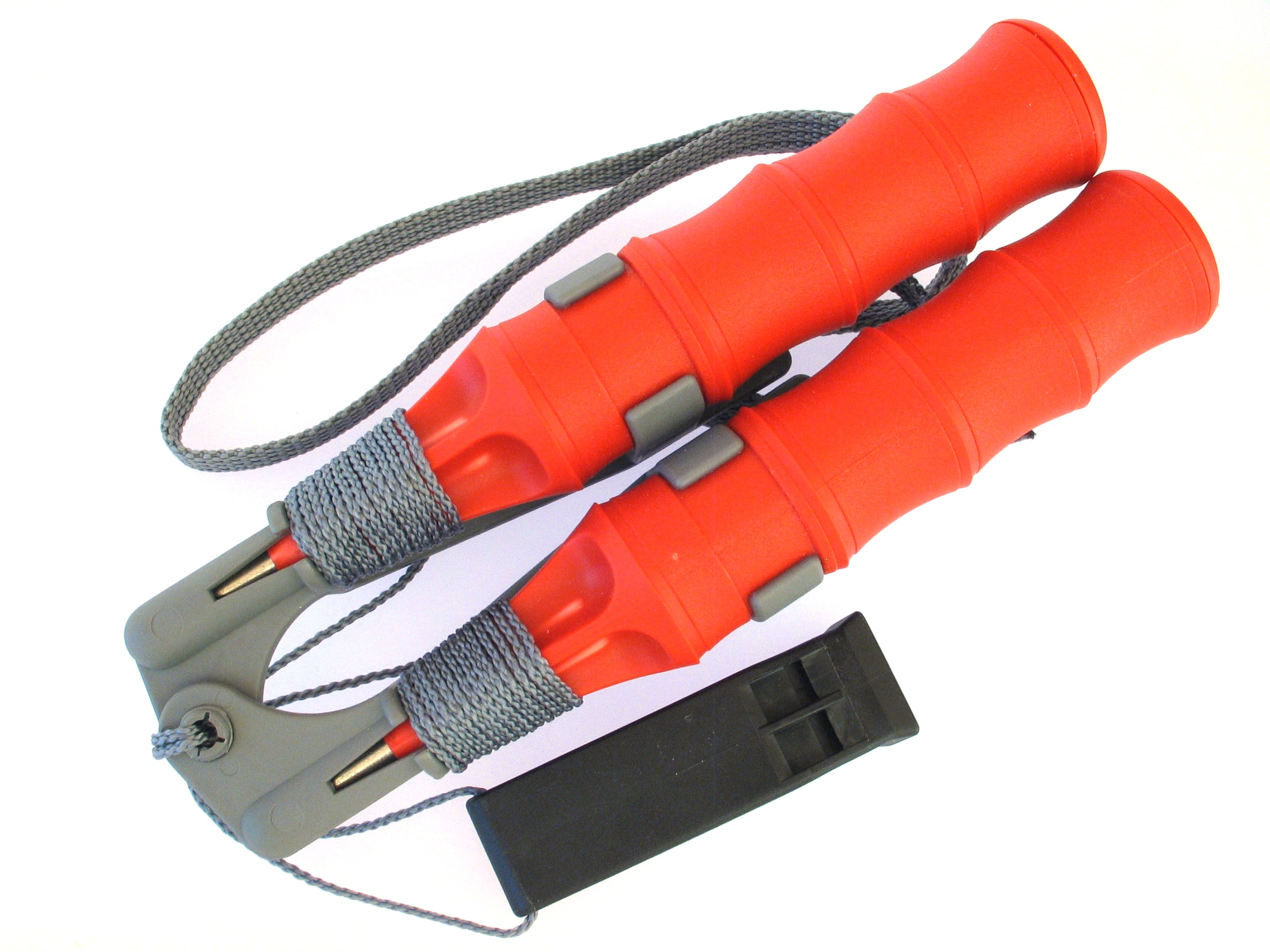
Hoppackade isdubbar med en visselpipa i ett snöre.

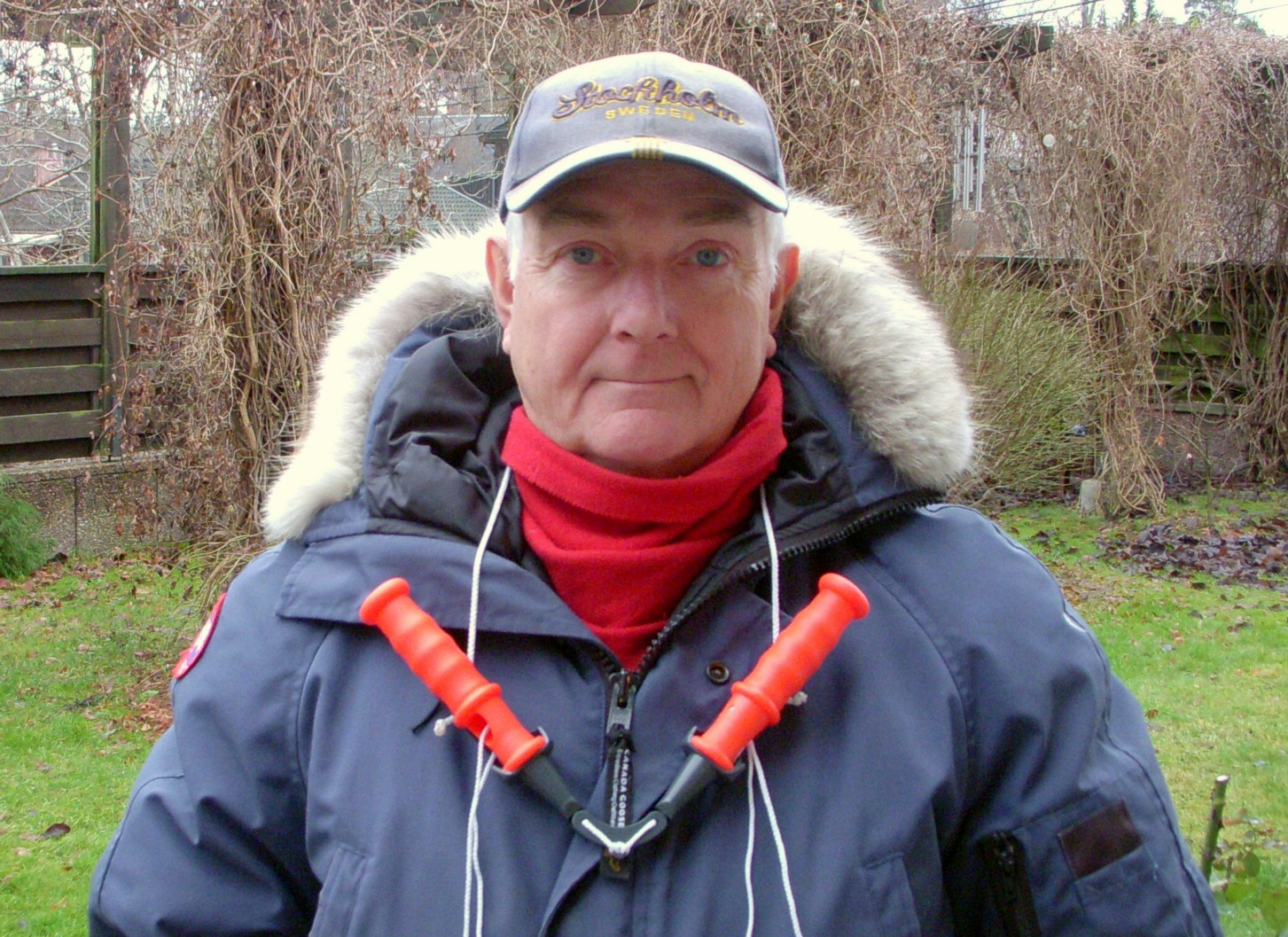
Isdubbar som bärs runt halsen.

Isdubbar är ett redskap med vars hjälp man tar sig upp ur en isvak. Det är en säkerhetsdetalj som rekommenderas till alla som vistas på naturliga isar, som exempelvis pimpelfiskare och långfärdsskridskoåkare. Isdubbar består av två handtag med vassa metallspetsar i ena änden. Det finns även modernare varianter av isdubbar som har en metallring med spetsar i änden, som kan ge bättre fäste i vissa typer av isar. Vanligen är isdubbarna instuckna i en hållare som har ett snöre, vilket gör att man kan hänga dem runt halsen. Från hållare och till respektive isdubb har man också ett snöre, vilket gör att man inte kan tappa bort isdubbarna efter att man tagit bort dem ur hållaren.
Isdubbarna fungerar så att de vassa spetsarna fastnar i isen, så att den som gått genom isen kan dra sig upp. Det rekommenderas att detta sker genom att vederbörande sprider sin kroppsvikt över så stort område som möjligt, så att risken för att isen skall spricka ytterligare blir så liten som möjligt. Det skall noteras att det är tungt och relativt svårt att ta sig upp på isen med hjälp av isdubbar, speciellt utan flythjälp. En kamrat och en livlina är ofta ett mycket effektivare och mer tillförligtligt sätt att få upp en person ur en isvak.
Isdubbar skall inte bäras i fickan eller ryggsäcken utan runt halsen på bröstet, så att de är lätt åtkomliga när olyckan är framme. En del isdubbar har även en visselpipa i ett snöre.